# Frohngraben (Fränkbach)
Der Frohngraben ist ein etwa einen halben Kilometer langes Bächlein im unterfränkischen Landkreis Main-Spessart, der aus östlicher Richtung kommend von links in den Fränkbach mündet.

## Geographie

### Verlauf
Der Frohngraben entspringt auf der Marktheidenfelder Platte auf einer Höhe von etwa 244 m ü. NHN in Roden aus einer intermittierenden Quelle.
Das Bächlein fließt stark begradigt westnordwestwärts, zunächst knapp zweihundert Meter durch den Ort, daraufhin nördlich einer Gewerbezone durch Grünland. Dann mündet es auf einer Höhe von etwa 219 m ü. NHN in  der Flur Frohnwiese von links in den von Nordnordosten kommenden Fränkbach.

### Einzugsgebiet
Der Frohngraben entwässert ein Gebiet von etwa 1,1 km², in welchem der allergrößte Teil des Siedlungsgebietes von Roden liegt, westwärts zum Fränkbach. Ein niedrigeres Geländemaximum liegt an seiner Südostecke auf dem Gipfel des Ackerenbergs (291 m ü. NHN), das größte aber am oberen Südabfall des Weichselberges an der stark herausragenden Nordostecke auf einer Höhe von um 340 m ü. NHN. Hinter der nordwestlichen Wasserscheide läuft der aufnehmende Fränkbach in südlichen Richtungen, jenseits der östlichen der Klimbach südwärts zum Karbach in Markt Karbach. An der Südseite des Einzugsgebietes  fließt ein ihnen gegenüber kleinerer Wasserlauf, vermutlich Hölzlesgraben geheißen, zwischen Klimbach und Fränkbach an der Karbacher Fuchsenmühle in den Karbach.
Alle Konkurrenten führen, wie auch der Frohngraben selbst, nur intermittierend Wasser.